# SimCopter
SimCopter ist ein 1996 erschienenes Flugsimulations-Computerspiel aus dem Hause Maxis und Electronic Arts, bei dem der Spieler als Pilot einen Hubschrauber steuert. Auffallend am Spiel ist zum einen die rein zivile Auslegung des Spielinhaltes, zum anderen die Kompatibilität zum zuvor erschienen Strategiespiel SimCity 2000.

## Spielinhalt
Anders als viele Flugsimulationen, die sich mit der zivilen Luftfahrt beschäftigen, gibt es bei SimCopter definierte Aufträge für den Spieler. Im Einsatz als Rettungshubschrauber gehören dazu das Retten von Personen von Dächern oder fahrenden Zügen, das Bergen von Verletzten, das Löschen von Bränden, der Transport von Personen von einem Ort zu einem Anderen etc. Im Einsatz als Polizeihubschrauber bestehen die Aufgaben darin, Verkehrsstaus aufzulösen, Demonstranten zu verjagen (notfalls mit Tränengas) und die Polizei bei der Suche nach flüchtigen Verbrechern zu unterstützen. Eine Rolle spielt hierbei die Koordination mit Einsatzkräften von Feuerwehr, Polizei und Sanitätern; es ist zum einen möglich, entsprechendes Personal auf Krankenhäusern, Polizeistationen oder Feuerwachen aufzunehmen und ins Einsatzgebiet zu bringen. Zum anderen können unter anderem Löschzüge zur Unterstützung bei der Brandbekämpfung herangezogen werden. Zudem müssen Verletzte ins Krankenhaus und Verbrecher zur Polizeiwache gebracht werden, sodass die Reihenfolge der verschiedenen zeitgleich eintretenden Vorfälle angepasst werden muss.
Erfolgreiche Einsätze werden mit Bargeld honoriert, das man, wie in Computerspielen üblich, in Powerups umsetzen kann. Untypisch ist, dass die Powerups nicht überwiegend aus Waffen bestehen: Der Spieler kann seinen Hubschrauber mit verschiedenem Equipment aufrüsten, zum Beispiel mit einer verbesserten Rettungsausrüstung. Auch der Kauf neuer Helikopter mit spielerischen Vorteilen wie einer größeren Passagierkapazität, die z. B. beim Transport von Verletzten, Sanitätspersonal oder Polizisten auf Verbrecherjagd nützlich ist, ist möglich.
Weiterhin war es neben einer Anzahl vorgegebener Städteszenarien möglich, selbst mit SimCity 2000 erstellte Städte in das Spiel zu importieren. Hierdurch wurden die zuvor in SimCity 2000 in zweidimensionaler Form dargestellten Städte nun dreidimensional bereisbar. Eine ähnliche Kompatibilität war auch im 1997 veröffentlichten Rennspiel Streets of SimCity gegeben.

## Hubschrauber
- Aerospatiale Dauphin 2
- Agusta A109A
- Bell 206 JetRanger
- Bell 212
- Hughes AH-64
- McDonnell Douglas 500
- McDonnell Douglas 520N
- McDonnell Douglas 900 Explorer
- Schweizer 300C

## Rezeption
Die Missionen wirken echt, wiederholen sich jedoch schnell. Die Importfunktion von SimCity Metropolen sei zunächst enttäuschend, da die Städte stets sehr ähnlich aussehen. Die Steuerung sei leicht erlernbar. Das Spielprinzip sei einfach, aber mache erstaunlich viel Spaß. Die Grafik sei hingegen nicht gut gelungen, insbesondere Menschen bewegen sich unfreiwillig komisch. Die Stadt sei ständig in einen grauen Nebel gehüllt. Es handele sich weniger um eine Simulation. Die Spieltiefe ergäbe sich durch das Zusammenspiel einfacher Elemente. Die kurzen Einsatzzeiten und das freie Speichern sei ideal für Gelegenheitsspieler.